# Delta FM
 (mars 2019).
Delta FM est une radio locale française du littoral du Nord-Pas-de-Calais. Elle est  basée à Gravelines et diffusée en FM à Dunkerque 100.7, St Omer 98.8, Boulogne 100.7 ainsi qu’en DAB+  à Lille, Calais, Dunkerque, Boulogne et StOmer).
Delta FM est la radio numéro 1 à Dunkerque et sur la Flandre Côte d'Opale.

## Historique
La radio est créée le 9 avril 1984 sous l’impulsion de passionnés. Elle s’appelle alors Fréquence Delta. Elle émet alors sur le 91.8 FM 
En 1986, elle devient une radio locale privée, prend le nom de Radio Delta et change de fréquence : 100.7.
En 1989, Radio Delta devient Delta FM. La station emménage dans de nouveaux studios au Sportica de Gravelines
En 1998, elle rejoint le Gie Les Indés Radios
En 2004, Delta FM étend sa zone de diffusion en émettant depuis le centre de Dunkerque
En Octobre 2008, la radio obtient deux fréquences FM supplémentaires: St Omer 98.8 et Boulogne 100.7
En Juin 2018, Delta FM émet sur le DAB+ depuis Lille, Calais et Dunkerque et à Boulogne sur mer  depuis 2021
En Octobre 2019, Delta FM déménage dans de nouveaux studios, rue de l'industrie à Gravelines.
En Juillet 2020, le CSA autorise sur le DAB+ une déclinaison Oldies de Delta FM : Delta +, sur les zones de Dunkerque St Omer Hazebrouck - Calais Boulogne Le Touquet

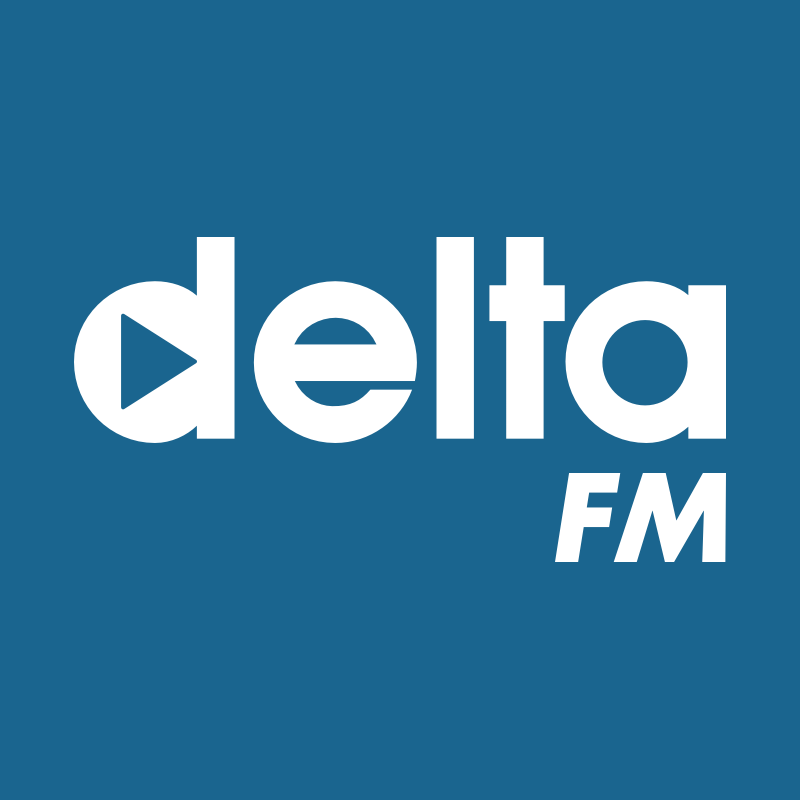
Logo officiel

## Programmes
Toute la journée, Delta FM programme  « Vos tubes préférés » d’hier et d’aujourd’hui, agrémentés d’informations locales spécifiques à chaque zone, de points infos trafic, de bons plans près de chez vous et de jeux.  
Une équipe  d’une quinzaine d’animateurs et de journalistes assure l’animation et l’information 7 jours /7.

## Événements
Delta FM organise chaque année une opération caritative « Un Jouet pour Noel » en décembre, au profit des enfants défavorisés.
Des concerts sont proposés également rassemblant des milliers de personnes : « Delta Party » au Kursaal de Dunkerque, Podium d’été à Gravelines.

## Audiences[1]
Avec près de 100 000 auditeurs par jour et 250 000 par semaine, Delta FM a multiplié par 10 son audience depuis 2003. Selon médiamétrie, en 2018, elle réalise la plus forte audience de France sur une agglomération (Dunkerque) avec 30.6 % jour en audience cumulée et 38.6 % en part d’audience jour.
Delta FM est aussi présent sur les réseaux sociaux